# Revealing Evidence: Stalking the Honolulu Strangler
Revealing Evidence: Stalking the Honolulu Strangler (conocida en España como Tras la huella del asesino) es una película de suspenso de 1990, dirigida por Michael Switzer, escrita por Chris Abbott, musicalizada por James Newton Howard, en la fotografía estuvo Jeffrey Jur y los protagonistas son Stanley Tucci, Mary Page Keller y Finn Carter, entre otros. El filme fue realizado por TWS Productions y Universal Television, se estrenó el 3 de julio de 1990.

## Sinopsis
Luego de algunos meses de investigación, la policía consigue agarrar al homicida de varias mujeres. Pero todavía no terminaron, el ayudante del fiscal halla algunos detalles en el último crimen distintos de los que había en las muertes previas.